# Graziano
Flavio Graziano (in latino Flavius Gratianus; Sirmio, 18 aprile/23 maggio 359 – Lugdunum, 25 agosto 383) è stato un imperatore romano dal novembre 375 fino alla sua morte.
Sotto l'influenza del vescovo di Milano, Ambrogio, l'imperatore Graziano avviò una politica fortemente anti-pagana. Rifiutò di assumere la tradizionale carica di pontefice massimo, eliminò i privilegi dei collegi sacerdotali pagani e fece togliere dal senato romano l'altare della Vittoria. Il gesto di Graziano diede avvio a una lunga polemica fra pagani e cristiani, che fu gestita con estrema durezza dal vescovo Ambrogio, contrario a ogni cedimento. La disputa sull'altare della Vittoria fu l'estremo tentativo del paganesimo di salvaguardare la propria posizione nel mondo politico dell'Impero ormai divenuto cristiano.

## Biografia
Era il primogenito di Valentiniano I, che lo associò al potere nominandolo Augusto a otto anni, il 24 agosto del 367.
Ebbe come precettore il colto poeta Decimo Magno Ausonio. Nel 374 sposa la giovane Costanza, figlia di Costanzo II.
Alla morte di suo padre, il 17 novembre 375, divenne imperatore a 16 anni. Le truppe di stanza in Pannonia proclamarono imperatore anche il suo fratellastro, Valentiniano II. Valentiniano II e la madre Giustina governarono parte dell'occidente (Italia, Illiria e Africa) ponendo la loro sede a Milano mentre Graziano governò il resto dell'impero da Treviri. 
La divisione non era comunque ufficiale, l'impero restava formalmente unito e il potere reale era nelle mani dei comandanti dell'esercito, che ossequiavano nominalmente i giovani figli di Valentinano I. Nel maggio del 378 Graziano, grazie ai suoi comandanti di origine franca, sconfisse i Lentiensi, un ramo degli Alemanni, nella battaglia di Argentovaria, vicino all'odierna Colmar, sterminandoli e rendendoli schiavi. Graziano assunse quindi il titolo di "Alamannicus Maximus".
In seguito al disastro di Adrianopoli nell'agosto del 378 nel quale trovò la morte l'imperatore Valente, Graziano dovette affrontare i problemi della parte orientale dell'impero. Sentendosi impreparato a fronteggiare da solo la pressione barbarica, nominò il 19 gennaio 379 il valoroso comandante Teodosio I imperatore d'oriente. Nel 380 emana con gli altri imperatori associati l'Editto di Tessalonica.
Nel 381 Graziano spostò la capitale da Treviri a Milano, dove, grazie all'Editto, erano cessate le continue dispute tra ariani e cattolici.
Nel 383 muore la moglie Costanza e Graziano si risposa con Leta. In quell'anno Magno Massimo venne proclamato imperatore dalle legioni di Britannia; sbarcato in Gallia, sconfigge vicino a Parigi Graziano, conquistando buona parte di questa provincia. Graziano, divenuto impopolare tra le truppe ausiliarie, che passarono dalla parte di Magno Massimo, si recò nella Gallia meridionale, ma a Lugdunum fu assassinato dal magister equitum di Magno Massimo Andragazio (25 agosto 383), che gli tese un tranello nascosto in una carrozza imperiale, facendogli credere che vi fosse la moglie Leta, di ritorno dalla Bretagna.
Secondo Zosimo, quando Graziano si accorse che tutte le sue truppe stavano disertando in favore di Massimo, decise di scappare verso la Rezia, il Norico e la Pannonia ma fu raggiunto e ucciso a soli 24 anni da Andragazio. Dopo la morte fu vendicato da Teodosio e divinizzato.

## Politica religiosa
Nei primi anni di regno Graziano, pur essendo cristiano, rispettò la religione pagana ancora maggioritaria in tutto l'impero e specialmente tra i senatori romani in Occidente, limitandosi alle persecuzioni già avviate dai predecessori contro gli eretici (cristiani non ortodossi), contro la divinazione di maghi e indovini vari (come era normale politica di stato a partire da Costantino). Nel 377 infatti scrisse al vicario del prefetto, Flaviano, egli stesso donatista, ordinandogli di consegnare tutte le basiliche degli scismatici ai cattolici.
Ma nel 380 Graziano cambiò radicalmente tale politica di tolleranza: l'imperatore cominciò decisamente a sradicare i culti politeisti, come molti vescovi sollecitavano da tempo e promulgò l'editto di Tessalonica che dichiarava il cristianesimo unica religione lecita nello Stato.
Dietro l'influenza di Ambrogio, vescovo di Milano, ordinò la rimozione della statua e dell'altare della Vittoria dalla curia senatoria (382). Questa misura fu immediatamente attuata, e non fu revocata nonostante le dignitose ma appassionate richieste del Senato romano e dei patrizi pagani capeggiati dal senatore Simmaco in nome della libertà di culto e della millenaria tradizione. Sempre spinto da Ambrogio, Graziano ordinò anche la confisca dei beni appartenenti a tutti i culti pagani con la soppressione dei collegi sacerdotali pagani stessi (382), compresi i più antichi e venerati, come quello delle Vestali. Questa seconda misura di enorme portata fu poi attuata in gran parte dai suoi successori Valentiniano II in Occidente e Teodosio in Oriente.
Graziano fu anche il primo imperatore a rifiutare il titolo e la carica di pontefice massimo (essenziale per il culto di Stato, anche solo per il cerimoniale), che iniziò ad essere usata nel quinto secolo come titolo onorifico dei papi, vescovi di Roma. Inoltre, Graziano confiscò le proprietà terriere dei templi e proibì i lasciti testamentari di beni ai sacerdoti di culti pagani e alle vestali, sospendendo i contributi dello Stato per il culto pagano.

## Monumenti
A Roma in Campo Marzio, fu eretto l'Arco di Graziano, Valentiniano e Teodosio, ora non più esistente.